# Смоленский, Яков Михайлович
Яков Михайлович Смоленский (Яков Моисеевич Либерман; 28 февраля 1920 года, Петроград — 9 марта 1996 года, Москва) — советский актёр и театральный педагог. Профессор и заведующий кафедрой речи Высшего театрального училища имени Б. В. Щукина, действительный член Академии гуманитарных наук. Теоретик и создатель целой школы сценической речи и художественного чтения. Народный артист РСФСР (1988). С 1997 года проводится межвузовский конкурс чтецов имени Якова Смоленского.

## Биография
Яков Михайлович Либерман родился в Петрограде 28 февраля 1920 года. В 1938 году поступил в Ленинградский университет на филологический факультет. В 1941—1942 годах участвовал в Великой Отечественной войне. После тяжелого ранения был вывезен из блокадного Ленинграда по «Дороге жизни» и направлен в Омск для лечения. По медицинским показаниям демобилизован из армии. В Омске поступил на 3-й курс Театрального училища им Б. Щукина, которое находилось там в эвакуации. В 1945 году окончил Щукинское училище. Дипломной ролью Я. М. Смоленского (псевдоним он взял в память о погибшем на фронте друге — поэте Борисе Смоленском) стал злодей Мудзафер из сказки К.Гоцци «Счастливые нищие». Однокурсниками Якова Михайловича были Владимир Этуш, Владимир Шлезингер, Готлиб Ронинсон, Геннадий Юдин, Евгений Фёдоров, Юрий Стромов, Татьяна Коптева, Варвара Ушакова. С 1945 по 1958 год служил в Академическом театре имени Евг. Вахтангова. С 1947 года преподавал сценическую речь и художественное чтение в Театральном училище имени Б. В. Щукина, а также выступал на эстраде. С 1958 года работал в Московской филармонии. С 1976 по 1996 год заведовал Кафедрой сценической речи Щукинского училища.

## Известные ученики
Среди учеников в разные годы были Андрей Миронов, Ольга Яковлева, Виктория Лепко, Николай Волков, Юрий Волынцев, Василий Ливанов, Леонид Каневский, Зиновий Высоковский, Василий Лановой, Наталья Вилькина, Евгений Князев, Сергей Урсуляк, Виктор Персик, Юрий Богатырев, Павел Любимцев, Рафаэль Клейнер

##### Семья
Жена — Мугдусеева Ирина Ивановна, преподаватель французского языка кафедры иностранных языков АН СССР.

## Награды и звания
- 24.05.1968 — Заслуженный артист РСФСР.
- 26.08.1988 — Народный артист РСФСР.
- 1984 год — первый режиссёрский приз на Всесоюзном конкурсе чтецов имени Н. В. Гоголя.
- 29.12.1994 — Орден Дружбы — за заслуги перед государством, успехи, достигнутые в труде, культуре, искусстве, большой вклад в укрепление дружбы и сотрудничества между народами[6].

## Творчество

### Роли в театре

#### Театр Вахтангова
- 1949 — «Крепость на Волге» Ильи Кремлёва — третий матрос
- 1949 — «Молодая гвардия» Александра Фадеева — Стахович
- 1950 — «Первые радости» Константина Федина — Ознобишин
- 1952 — «Два веронца» Уильяма Шекспира — Герцог Миланский
- 1956 — «Одна» — Головин
- 1956 — «Ромео и Джульетта» Уильяма Шекспира — Тибальт
- (ввод) — «Много шума из ничего» Уильяма Шекспира — Дон Хуан
- (вводы) — «Сирано де Бержерак» Эдмона Ростана — Кристиан и Капитан Карбон
- (ввод) — «Великий государь» В. А. Соловьева — Сказитель
- (ввод) — «Свадебное путешествие» В. З. Масса и М. А. Червинского — Андрей

### Аудиозаписи на фирме «Мелодия»
- 1963 год — В. Маяковский «Облако в штанах», «Флейта-позвоночник»
- 1964 год — Фонохрестоматия по литературе для V класса;
- 1965 год — С. Есенин. Стихотворения;
- 1967 год — Фонохрестоматия по литературе для VIII класса;
- 1967 год — Стихи о партии, о Родине;
- 1969 год — Н. Погодин. Человек с ружьём. Спектакль Государственного академического театра им. Вахтангова (2 пластинки) — От Театра
- 1970 год — Фонохрестоматия по зарубежной литературе для средней школы (6 пластинок);
- 1971 год — А.де Сент-Экзюпери — «Маленький принц» (комплект из 2-х пластинок)
- 1971 год — А. Пушкин. «Евгений Онегин» (5 пластинок);
- 1972 год — Поэты Муранова — Ф. И. Тютчев, Е. А. Баратынский;
- 1974 год — Пушкину посвящается (стихотворения);
- 1975 год — В фонотеку школьника. Овидий Назон. «Метаморфозы»
- 1978 год — Лев Толстой. «Два гусара». Фрагмент повести.
- 1982 год — С. Щипачёв (1899—1980): Домик в Шушенском, поэма.
- 1990 год — А. Пушкин (1799—1837). «Обиды не страшась, не требуя венца…» (литературно-документальная композиция)

### Радиопостановки
- 1961 год - "Отец Горио" (ведущий).

### Работы в кино и на телевидении
- «Метель» — советский широкоформатный драматический художественный фильм автора сценария и режиссёра Владимира Басова, снятый в 1964 году по одноимённой повести А. С. Пушкина — читает текст от автора.
- «Берегите матерей» — фильм-концерт по стихам Кайсына Кулиева и Расула Гамзатова.
- «По городам Союза. Париж. Океан. Америка», В. В. Маяковский — телефильм-концерт по программе Я. М. Смоленского (режиссёр Юрий Кротенко).
- «Евгений Онегин», А. С. Пушкин — телефильм-концерт по программе Я. М. Смоленского (режиссёр Юрий Кротенко).
- «Перечитывая Маяковского» — телефильм-концерт.
- «Обиды не страшась, не требуя венца», А. С. Пушкин — телефильм-концерт по программе Я. М. Смоленского.

### Программы выступлений Якова Смоленского
- А. С. Пушкин — «Евгений Онегин» (полное прочтение текста в 3 вечера)
- В. В. Маяковский — «По городам и дорогам мира»
- Э.-М. Ремарк — «Три товарища»
- Вечер западноевропейской поэзии (Шекспир, Ронсар, Гейне, Бернс)
- К. Г. Паустовский — «Золотая роза» (книга о писательском труде)
- «Разные голоса» (Советская поэзия)
- А.де Сент-Экзюпери — «Маленький принц»
- А. С. Пушкин — «Обиды не страшась, не требуя венца» (литературно-документальная композиция)
- В. А. Пьецух — Рассказы («Центрально-Ермолаевская война», «Новый завод»)
- Документальный фильм «Маяковский» 1958 год

### Озвучивание мультфильмов
- 1963 — «Три толстяка» — текст от автора
- 1970 — «Внимание! Волки!» — текст от автора
- 1972 — «Тайна кукушки» — текст от автора
- 1973 — «Икар и мудрецы» — текст от автора

## Избранная библиография
- Смоленский Я. М. В союзе звуков, чувств и дум. — М.: Советская Россия, 1976.
- Смоленский Я. М. Чудо живого слова. Теория чтецкого искусства: учебное пособие. — М.: Издательство Театрального института им. Б.Щукина, 2009 (переиздание). — 327 с. — (Вахтанговская библиотека). — ISBN 978-5-904155-04-9.
- Смоленский Я. М. Читатель. Чтец. Актёр: Учебно-методическое пособие. — М.: ВЦХТ, 2009. — 208 с. — (Я вхожу в мир искусств).[1]
- Смоленский Я. М. Гармония и алгебра стиха — М.: Фонд Я. М. Смоленского, 1998. — 31 с.